# Paul-Mohamed Kalambay Otepa
Paul-Mohamed Kalambay Otepa   (Lubumbashi, 12 de novembre de 1948 - Kinshasa, 12 de novembre de 2024) va ser un futbolista de la República Democràtica del Congo de la dècada de 1970.
Fou internacional amb la selecció de futbol de la República Democràtica del Congo amb la qual participà a la Copa del Món de futbol de 1974. Pel que fa a clubs, destacà a TP Mazembe.